# Острови Кучина
Острови́ Ку́чина (рос. Острова Кучина) — група островів в Північному Льодовитому океані, у складі архіпелагу Земля Франца-Йосифа. Адміністративно належать до Приморського району Архангельської області Росії.

## Географія
Острови знаходяться в центральній частині архіпелагу, входять до складу Землі Зичі. Розташовані біля північно-західного берега острова Солсбері, при вході до великої затоки.
Складаються з 2 невеликих островів, які не вкриті льодом. На більшому острові знаходиться скеля висотою 18 м. Узбережжя всіяне кам'янистими розсипами.

## Історія
Острови названі на честь Олександра Кучина, російського полярного дослідника, учасника експедиції Амундсена, капітана експедиції Русанова.